# Frederik Jörg
Frederik Lothar Jörg (* 11. August 1992 in Saarbrücken) ist ein deutscher Basketballspieler. Er ist 2,15 Meter groß und wird auf der Innenposition eingesetzt. In der Saison 2011/12 gab er sein Bundesliga-Debüt im Trikot der EWE Baskets Oldenburg. Zuletzt spielte er für die Mannschaft der St. Martin’s University im US-Bundesstaat Washington.

## Laufbahn
Jörg spielte für die NVV Lions Mönchengladbach und den SC Bayer 05 Uerdingen. In Uerdingen spielte er unter Trainer Mladen Drijenčić. 2010 wechselten beide zum Oldenburger TB. Jörg spielte für die Niedersachsen in der U19-Bundesliga NBBL sowie in der 1. Regionalliga. Darüber hinaus stand er im Kader des Erstligisten EWE Baskets Oldenburg und absolvierte in der Saison 2011/12 ein Bundesligaspiel.
Im Sommer 2012 wechselte er an die Eastern Washington University (NCAA Division 1). Bis 2015 kam er für EWU als Ergänzungsspieler zu 31 Einsätzen. 2015 ging er an die St. Martin’s University und wurde bei der Hochschulmannschaft in der zweiten Division der NCAA ein Leistungsträger. In seiner Uni-Abschlusssaison 2016/17 erzielte Jörg in 29 Einsätzen im Schnitt 8,5 Punkte und 5,7 Rebounds je Begegnung.